# Steatoda marmorata
Steatoda marmorata là một loài nhện trong họ Theridiidae.
Loài này thuộc chi Steatoda. Steatoda marmorata được Eugène Simon miêu tả năm 1910.